# Haplinis innotabilis
Haplinis innotabilis là một loài nhện trong họ Linyphiidae.
Loài này thuộc chi Haplinis. Haplinis innotabilis được A. David Blest miêu tả năm 1979.